# Caesar III
Caesar III è un videogioco manageriale strategico in tempo reale (RTS) pubblicato dalla Sierra On-line e ambientato all'epoca dell'antica Roma. Il sistema di gioco è simile a quello della saga di SimCity, ovvero incentrato sulla creazione di una città e dei relativi servizi.
Il gioco è il seguito di Caesar II e ha avuto a sua volta quattro seguiti: tre spirituali, ovvero Faraon con l'espansione Cleopatra: Regina del Nilo, Signore dell'Olimpo - Zeus con l'espansione Signore di Atlantite - Poseidon, ed Emperor: La nascita dell'Impero Cinese, e uno reale, Caesar IV.

## Caratteristiche generali
All'avvio del gioco vengono fornite due possibilità: la prima è quella di intraprendere una nuova carriera al servizio di Cesare; la seconda ("costruzione della città") permette di costruire e sviluppare liberamente la propria città senza alcun impegno imperiale. Attraverso l'editor, è possibile realizzare nuovi scenari, che si aggiungono alle città già presenti nel gioco.
Il gioco, nella modalità carriera, è suddiviso in più livelli, corrispondenti alle diverse classi sociali; si parte dal primo livello, "cittadino", con la possibilità di avanzare fino al livello di Cesare. Proseguendo nel gioco vengono sbloccati via via nuovi edifici, corredati ciascuno da una finestra che ne spiega le funzioni. Molto importante è poi la gestione finanziaria e il commercio: si possono aprire rotte commerciali (via terra o via mare) per l'esportazione o l'importazione di prodotti con le altre città.
A partire dal terzo livello ("ingegnere") si può decidere se governare in una città pacifica o in guerra con un popolo vicino. Talvolta sono presenti anche dei nativi, con i quali si possono stringere patti commerciali ma cui si può anche dichiarare guerra.

## Aspetti delgameplay
Il giocatore può scegliere, volta per volta, se intraprendere la costruzione di una città concentrandosi maggiormente sull'aspetto economico e culturale o su quello militare. In realtà, non tutte le mappe classificate come pacifiche sono prive di avversari, tuttavia lo sforzo militare necessario per respingere le invasioni in tali mappe è molto più contenuto rispetto alle mappe della carriera Militare. Inoltre, il gioco è incentrato sull'aspetto gestionale, soprattutto economico e sociale, e la componente militare è basata sulla pianificazione della difesa della propria città piuttosto che sulla tattica di combattimento in sé.
Il superamento della missione è dato dal raggiungimento di un obiettivo di popolazione totale (attorno a 2000-3000 abitanti nei primi livelli, fino a 10000) e al raggiungimento di un determinato punteggio (compreso tra 0 e 100) in quattro indicatori che misurano la crescita della città:
- Prosperità: il valore di prosperità è fortemente condizionato dal tipo di abitazioni presenti in città. Infatti, il valore massimo di prosperità ottenibile in un dato momento è calcolato esclusivamente sulla base del livello delle abitazioni presenti in città. Considerato tale valore massimo raggiungibile, ogni anno (intervallo di tempo di gioco ogni quanto essa viene ricalcolata) la prosperità può aumentare o diminuire in base a fattori quali il bilancio cittadino a fine anno, la disoccupazione, la differenza tra i salari cittadini e quelli della Capitale, la disponibilità di cibo per i cittadini, la presenza di un ippodromo, e così via.
- Cultura: il livello di cultura è calcolato sulla base della copertura cittadina di templi, teatri, biblioteche, scuole e accademie, elencati in ordine di importanza dal punto di vista del punteggio culturale. Il consigliere culturale (nel caso dei templi il consigliere religioso) può fornire informazioni sul livello di copertura (con indicazioni del tipo "Media", "Scarsa", "Eccellente") di ognuno dei già citati edifici.
- Benevolenza: indica l'atteggiamento dell'imperatore nei confronti del giocatore. Un valore molto basso può comportare l'intervento militare delle truppe di Roma con conseguente sconfitta del giocatore. Il valore di benevolenza cala costantemente ogni anno, e può essere fatto aumentare offrendo dei doni all'imperatore oppure rispondendo con tempestività alle richieste dello stesso: in ogni livello, infatti, l'imperatore invia ripetute richieste di risorse al giocatore e talvolta può addirittura richiedere un aiuto militare. La soddisfazione di tali richieste imperiali è il metodo più proficuo per guadagnare la fiducia di Roma.
- Pace: il livello di pace aumenta gradualmente nel tempo fintanto che nessuna rivolta o invasione nemica distrugga un edificio cittadino. In generale, questo livello è poco significativo ai fini dello sviluppo della città: una città in grado di difendersi militarmente e con una situazione sociale accettabile può giungere velocemente al massimo livello di Pace.

| Missioni    | Missioni          | Missioni          | Missioni          |
| Grado       | Carriera Pacifica | Carriera Militare | Anno              |
| ----------- | ----------------- | ----------------- | ----------------- |
| Cittadino   | Tutorial          | Tutorial          | 340 a.C.          |
| Funzionario | Brundisium        | Brundisium        | 345 a.C.          |
| Ingegnere   | Capua             | Tarentum          | 350 a.C.          |
| Architetto  | Tarraco           | Syracusae         | 270 a.C.          |
| Questore    | Miletus           | Mediolanum        | 220 a.C.          |
| Procuratore | Lugdunum          | Carthago          | 170 a.C.          |
| Edile       | Tarsus            | Tingis            | 120 a.C.          |
| Pretore     | Valentia          | Lutetia           | 70 a.C.           |
| Console     | Caesarea          | Damascus          | 10 a.C. o 50 d.C. |
| Proconsole  | Londinium         | Sarmizegetusa     | 50 d.C.           |
| Cesare      | Massilia          | Lindum            | 100 d.C.          |

## Edifici
in Caesar III ci sono 4 strumenti: la pala per demolire edifici e alberi, le strade, i lotti vacanti e gli edifici veri e propri.

### Edifici amministrativi
- Foro: inviano esattori delle tasse, fonte di guadagno principale nelle fasi avanzate della costruzione della città. Ogni foro invia un esattore, sono quindi necessari abbastanza fori per coprire tutta la città. Ha un buon effetto sulla desiderabilità Costa 75 denari e necessita di 6 lavoratori per funzionare.
- Senato: come il foro, il senato invia gli esattori delle tasse. Inoltre permette di osservare graficamente gli indicatori, rappresentati da bandiere, e la disoccupazione, rappresentata da un numero di uomini seduti proporzionale alla percentuale di disoccupazione. Il senato è uno degli edifici più desiderabili, e, come tutti gli edifici amministrativi, è il bersaglio principale dei rivoltosi e dei nemici. Costa 400 denari e necessita di 30 lavoratori per funzionare.
- Statue: sono disponibili in tre dimensioni e hanno lo scopo di aumentare la desiderabilità. Le statue piccole costano 12 denari e hanno un buon effetto sulla desiderabilità, le statue medie costano 80 denari e hanno un effetto molto buono sulla desiderabilità, le statue grandi costano 150 denari e hanno un effetto eccellente sulla desiderabilità.
- Residenze del governatore: rappresentano le residenze del giocatore. Dal punto di vista del gioco, lo scopo delle residenze è quello di migliorare la desiderabilità. Sono disponibili tre residenze: la casa del governatore costa 150 denari e ha un effetto molto buono sulla desiderabilità; la villa del governatore costa 400 denarie ha un effetto eccellente sulla desiderabilità; il palazzo del governatore costa 700 denari e ha un effetto superlativo suilla desiderabilità.
- Arco di trionfo: sono disponibili solo dopo aver aiutato l'impero inviando un aiuto militare che risulti decisivo. L'arco di trionfo è l'edificio più desiderabile del gioco ed è gratuito, in quanto segno di riconoscenza dell'impero verso la città.
- Abitazione (vedi sotto)

#### Case
In Caesar III non si costruisce direttamente la casa, ma si mette a disposizione un lotto libero (detto anche lotto vacante) dove gli immigrati edificheranno le loro case. Le case salgono (o scendono) di livello se hanno a disposizione i servizi richiesti e se sono poste in una zona abbastanza desiderabile. La desiderabilità di un luogo aumenta o diminuisce in base agli edifici che sono presenti. La desiderabilità, non essendo quantificata da nessun indicatore, richiede un'attenta pianificazione dei quartieri. Il livello delle case non determina solo il livello di prosperità, ma anche quanti (e quali) abitanti possono ospitare e quante tasse possono pagare: a prescindere dal livello di tassazione scelto dal giocatore, le case di livello più alto pagano tasse più alte.
Case plebee: i plebei contribuiscono alla forza lavoro e percepiscono uno stipendio stabilito dal governatore (ovvero il giocatore). I cittadini sono informati degli stipendi forniti ai cittadini della capitale e saranno felici o arrabbiati a seconda del fatto che i loro stipendi sono superiori o inferiori a quelli dei cittadini di Roma.
- Tenda piccola: per svilupparsi ha bisogno di un lotto vacante. Accoglie fino a 5 abitanti.
- Tenda grande: per svilupparsi ha bisogno di acqua (da un pozzo o da una fontana). Accoglie fino a 7 abitanti.
- Baracca piccola: per svilupparsi ha bisogno di un mercato che gli fornisca un tipo di cibo. Accoglie fino a 9 abitanti.
- Baracca grande: per svilupparsi ha bisogno dell'accesso all'adorazione di una delle cinque divinità. Accoglie fino a 11 abitanti.
- Capanna piccola: per svilupparsi ha bisogno di acqua da una fontana. Accoglie fino a 13 abitanti.
- Capanna grande: per svilupparsi ha bisogno dell'accesso ad una forma di intrattenimento. Accoglie fino a 15 abitanti.
- Casa piccola: per svilupparsi ha bisogno di accesso ad una forma di istruzione. Accoglie fino a 17 abitanti.
- Casa grande: per svilupparsi ha bisogno dell'accesso ai bagni e che il mercato fornisca vettovaglie. Accoglie fino a 19 abitanti.
- Insula piccola: per svilupparsi ha bisogno dell'accesso ad una seconda forma di intrattenimento.  Accoglie fino a 19 abitanti.
- Insula media: per svilupparsi ha bisogno dell'accesso ad una struttura sanitaria e che il mercato fornisca mobili. Accoglie fino a 20 abitanti.
- Insula grande: per svilupparsi ha bisogno dell'accesso ad un barbiere, ad una seconda forma d'educazione e che il mercato fornisca olio. Accoglie fino a 84 abitanti occupando 4 riquadri.
- Insula grandiosa: per svilupparsi ha bisogno dell'accesso ad una terza forma d'intrattenimento e il mercato deve fornire un secondo tipo di cibo. Accoglie fino a 84 abitanti occupando 4 riquadri.

Case Patrizie: quando le Insula grandiose si sviluppano ulteriormente, diventano ville e gli abitanti diventano patrizi. I patrizi non lavorano, in quanto sono i loro schiavi a svolgere i lavori, ma pagano molte tasse.
- Villa piccola: per svilupparsi ha bisogno dell'accesso all'adorazione di due diverse divinità e che il mercato fornisca vino (importato o prodotto in loco). Accoglie fino a 40 abitanti occupando 4 riquadri.
- Villa media: per svilupparsi ha bisogno dell'accesso ad una seconda struttura sanitaria. Accoglie fino a 42 abitanti occupando 4 riquadri.
- Villa grande: per svilupparsi ha bisogno dell'accesso ad una terza struttura educativa. Accoglie fino a 90 abitanti occupando 9 riquadri.
- Villa grandiosa: per svilupparsi ha bisogno che il mercato fornisca un terzo tipo di cibo e dell'accesso all'adorazione di una terza divinità. Accoglie fino a 90 abitanti occupando 9 riquadri.
- Palazzo piccolo: per svilupparsi ha bisogno di un secondo tipo di vino (quindi sia importato, sia prodotto in loco). Accoglie fino a 106 abitanti occupando 9 riquadri.
- Palazzo medio: per svilupparsi ha bisogno dell'accesso all'adorazione di una quarta divinità. Accoglie fino a 108 abitanti occupando 9 riquadri.
- Palazzo grande: per svilupparsi ha bisogno dell'accesso ad una quarta forma d'intrattenimento. Accoglie fino a 200 abitanti occupando 16 riquadri.
- Palazzo di lusso: per svilupparsi ha bisogno di trovarsi in una zona ad alta desiderabilità. Accoglie fino a 200 abitanti occupando 16 riquadri.

### Strutture idriche
Le strutture idriche sono gli edifici riguardanti l'acqua. Esse non hanno bisogno di manutenzione e di manodopera, eccetto le fontane, alle quali il Consigliere del Lavoro darà automaticamente 2 lavoratori ciascuna.
- Cisterna: vengono utilizzate per distribuire l'acqua alle strutture che la richiedono, ovvero fontane e bagni. Quando vengono costruite, creano una rete di tubature sotterranee che si estendono per 10 riquadri (i quadrati in cui è divisa la mappa), bagni e fontane in questi riquadri hanno quindi l'accesso all'acqua. Per portare l'acqua nelle zone interne della mappa, occore costruire una cisterna nelle vicinanze di un fiume e collegarla con gli acquedotti ad una seconda cisterna posta nella zona in cui è necessario far arrivare l'acqua. Le cisterne costano 30 denari e hanno un effetto moderatamente negativo sulla desiderabilità.
- Acquedotto: serve per collegare fra loro le cisterne. Costa 8 denari a segmento e non ha effetto sulla desiderabilità.
- Pozzo: fornisce acqua alle abitazioni. Ha un effetto lievemente negativo sulla deisderabilità ed inibisce lo sviluppo delle case oltre il livello di baracca grande. Inoltre, copre un'area minore di quella coperta dalle fontane. Poiché il pozzo non richiede tubature, può essere una fonte di acqua nelle zone sopraelevate, nelle quali gli acquedotti non possono arrivare. Costa 5 denari.
- Fontana: fornisce acqua alle abitazioni. La zona di copertura delle fontane è visibile con il tasto W. La fontana copre una zona di 9 riquadri nei terreni nordici e centrali, e una zona di 7 riquadri nei terreni desertici. Non ha effetto sulla desiderabilità.

### Strutture sanitarie
Le strutture sanitarie si occupano di aumentare la sanità cittadina. Tra queste sono inclusi anche i Bagni e i Barbieri, ma non hanno alcun effetto sulla sanità cittadina. Quando il livello di sanità è troppo basso possono scoppiare delle epidemie: le case colpite verranno automaticamente date alle fiamme e i loro abitanti moriranno. Ad abbassare il livello di sanità concorre il livello di igiene cittadina, legata al fatto che i cittadini non vengono riforniti di cibo, dovendolo quindi cercare da sé.
- Cliniche del dottore: servono ad aumentare il livello della sanità cittadina e a prevenire le epidemie. Costano 30 denari e necessitano di 5 lavoratori per funzionare. Non hanno effetto sulla desiderabilità.
- Bagni: non influenzano la sanità cittadina, ma sono richiesti dalle case piccole per evolversi in case grandi. Costano 50 denari e necessitano di 10 lavoratori e dell'accesso all'acqua per funzionare. Hanno un effetto buono sulla desiderabilità.
- Barbieri: non influenzano la sanità cittadina, ma sono richiesti dalle insule medie per evolversi in insule grandi. Costano 25 denari e necessitano di 2 lavoratori per funzionare. Hanno un effetto buono sulla desiderabilità.
- Ospedali: permettono di curare gli ammalati (e non di prevenire le epidemie: a questo ci pensano le cliniche). Costano 300 denari e necessitano di 30 lavoratori per funzionare. Hanno un effetto lievemente negativo sulla desiderabilità.

### Strutture religiose
Servono per assicurare l'accesso alla religione per i cittadini e per non far adirare gli dei. Le divinità (vedi la sezione divinità e templi più in basso) in Caesar III sono invidiose, è quindi necessario garantire un livello di religione abbastanza equilibrato fra tutti gli dei. Quando una divinità è adirata può lanciare una maledizione sulla città, mentre se è esaltata può aiutarla con una benedizione. Maledizioni e benedizioni sono distinte per ogni divinità e alcune di esse hanno due diverse maledizioni, di gravità diversa. Tutte le strutture religiose aumentano il livello di cultura della città.
- Templi piccoli: permettono l'accesso alla religione dei cittadini e aumentano la felicità del dio a cui si riferiscono. Ogni tempio piccolo serve 750 abitanti. Costa 30 denari e necessita di 2 lavoratori per funzionare. Ha un effetto buono sulla desiderabilità.
- Templi grandi: svolgono la stessa funzione dei templi piccoli, ma rendono più felice il dio cui sono dedicati e sono più desiderabili. Ogni tempio grande serve 1 500 abitanti. Costa 85 denari, necessita di 5 lavoratori per funzionare, e per costruirne uno servono 2 carichi di marmo. Ha un effetto molto buono sulla desiderabilità.
- Oracoli: fanno felici tutti gli dei, essendo essi dedicati a tutte le divinità, anche se non forniscono accesso alla religione. Costano 200 denari e non hanno bisogno di lavoratori, ma per costruirli servono due carichi di marmo. Hanno un effetto molto buono sulla desiderabilità.

### Strutture educative
Le Strutture educative hanno la funzione di educare i cittadini, ed influenzano il livello di cultura.
- Biblioteche: sono le strutture educative per gli adulti. Costano 75 denari e necessitano di 20 lavoratori per funzionare. Hanno un effetto buono sulla desiderabilità. Ogni biblioteca serve 800 persone.
- Scuole: sono le strutture educative per i bambini. Costano 50 denari e necessitano di 10 lavoratori per funzionare. Hanno un effetto lievemente negativo sulla desiderabilità. Ogni scuola serve 75 bambini.
- Accademie: sono le strutture educative per i giovani. Costano 100 denari e necessitano di 30 lavoratori per funzionare. Hanno un effetto buono sulla desiderabilità. Ogni accademia serve 100 giovani.
- Missioni: sono strutture destinate all'insegnamento del latino ai nativi. In alcune mappe sono presenti delle strutture indigene: i nativi reclamano i territori da loro occupati come loro e iniziano a distruggere gli edifici romani se vengono disturbati. L'unico modo per poter costruire sui loro territori (che spesso sono i più utili della mappa) è pacificarli con le missioni. Pur avendo bisogno dell'accesso alla strada (per inviare i missionari, che devono passare vicino ai territori dei nativi seguendo una strada), non necessita di manutenzione. Inoltre, come per le fontane, i lavoratori vengono assegnati automaticamente dal consigliere del lavoro. Dopo che il missionario avrà compiuto il suo lavoro, i nativi invieranno un carro per acquistare le merci che la città sta esportando, pagando la stessa somma e senza limiti massimi di merci acquistate (limiti invece presenti nei commerci tradizionali. Le missioni costano 100 denari e necessitano di 20 lavoratori per funzionare. Le missioni, al contrario delle altre tre strutture educative, non hanno effetto sul livello di cultura. I nativi presenti nella mappa non hanno nulla a che fare con i nativi che a volte attaccano la città: si tratta di eventi prestabiliti non legati al rapporto che la città ha con i nativi.

### Strutture d'intrattenimento
Sono gli edifici che permettono di intrattenere gli abitanti.
- Teatro: è l'unica struttura d'intrattenimento che influisce sul livello di cultura. Il teatro allestisce spettacoli solo se è coperto da una colonia degli attori. Un teatro fornisce l'accesso anche se non sono presenti spettacoli, ma in maniera ridotta. Costa 50 denari e necessita di 8 lavoratori per funzionare. Ha un effetto lievemente positivo sulla desiderabilità. Ogni teatro serve 500 abitanti.
- Anfiteatro: questo edificio può ospitare sia combattimenti fra gladiatori sia opere degli attori. Come per il teatro, necessita della presenza di una colonia degli attori per allestire spettacoli, oltre a quella di una scuola gladiatoria per organizzare combattimenti. L'accesso agli spettacoli teatrali di un anfiteatro non vale come accesso al teatro, nonostante gli attori sono visivamente identici e provengono entrambi dalla colonia degli attori. Costa 100 denari e necessita di 12 lavoratori per funzionare. Ha un effetto buono sulla desiderabilità. Ogni anfiteatro serve 800 abitanti.
- Colonia degli attori: fornisce gli attori per i teatri e gli anfiteatri. La colonia degli attori invia quattro attori al mese per le strade; questi si recheranno in una struttura che possa accoglierli (in generale la più vicina, a meno che non ci siano strutture rimaste senza attori), realizzeranno degli spettacoli e dopo qualche tempo ritorneranno alla colonia degli attori. Costa 50 denari e necessita di 5 lavoratori per funzionare. Ha un effetto lievemente positivo sulla desiderabilità.
- Colosseo: ospita i combattimenti fra gladiatori e leoni. Come per l'anfiteatro, necessita della presenza di una scuola gladiatoria, oltre a quella di una casa di leoni. L'accesso ai combattimenti di un colosseo non vale come accesso all'anfiteatro, nonostante i gladiatori sono visivamente identici e provengono entrambi dalla scuola gladiatoria. Costa 500 denari e necessita di 25 lavoratori per funzionare. Ha un effetto negativo sulla desiderabilità. Ogni colosseo serve 1 500 abitanti.
- Scuola gladiatoria: fornisce i gladiatori per i combattimenti negli anfiteatri e nei colossei. Il funzionamento è analogo a quello della colonia degli attori. Costa 75 denari e necessita di 8 lavoratori per funzionare. Ha un effetto negativo sulla desiderabilità. In alcune missioni possono avvenire delle rivolte dei gladiatori: si tratta di eventi predeterminati. I gladiatori, in quanto armati, possono combattere contro i nemici se essi riescono ad entrare in città: pur essendo meno forti dei soldati, possono essere utili nelle situazioni disperate.
- Case dei leoni: fornisce le belve per gli spettacoli nel colosseo. Il funzionamento è analogo a quello della colonia degli attori. Costa 75 denari e necessita di 8 lavoratori per funzionare. Ha un effetto negativo sulla desiderabilità. I domatori di leoni si aggirano per la città e combattono contro i nemici se riescono ad entrare in città: sotto questo aspetto i domatori sono i più forti fra i personaggi non militari che possono combattere (ovvero prefetti e gladiatori, oltre ai domatori di leoni).
- Ippodromo: è l'edificio più grande e costoso che si possa costruire. L'ippodromo necessita della presenza di una fabbrica di bighe. In ogni città può essere costruito un solo ippodromo, che garantisce una copertura perfetta per tutti i cittadini della città. Costa 2500 denari e di 150 lavoratori per funzionare. Ha un effetto negativo sulla desiderabilità.
- Fabbrica di bighe: fornisce le bighe per le gare nell'ippodromo. Il suo funzionamento è analogo a quello della colonia degli attori. Costa 75 denari e necessita di 10 lavoratori per funzionare. Ha un effetto negativo sulla desiderabilità.

### Strutture ingegneristiche
Questo gruppo di edifici raccoglie strutture necessarie per bisogni molto diversi.
- Centro d'ingegneria: invia per le strade un ingegnere, che si occupa della manutenzione degli edifici. Gli edifici in Caesar III possono crollare: con il passare del tempo l'indicatore dei danni (indicato come una colonna nella tabella rischi) relativo ad un edificio cresce, determinando il crollo se raggiunge il livello massimo. Il passaggio di un ingegnere azzera l'indicatore. La velocità con cui l'indicatore danni cresce dipende dagli edifici e dalla mappa: nelle mappe desertiche (terreno giallo) la velocità è sensibilmente ridotta, nei territori interni (terreno verde chiaro) è media, mentre nei territori nordici (terreno verde scuro) la velocità è moderatamente più elevata. Costa 30 denari e necessita di 5 lavoratori per funzionare. Non ha effetto sulla desiderabilità.
- Giardini: hanno lo scopo di aumentare la desiderabilità. Il funzionamento è analogo a quello delle statue piccole, con due differenze: mentre le statue bloccano il passaggio ai cittadini, i giardini possono essere attraversati; inoltre i giardini possono essere automaticamente coperti se un'abitazione necessita di spazio per evolvere (con conseguente diminuzione della desiderabilità a causa della scomparsa del giardino), mentre le statue inibiscono lo sviluppo se occupano lo spazio necessario all'espansione dell'abitazione. Quattro giardini adiacenti disposti a formare un quadrato realizzano un unico giardino visivamente differente, ma la desiderabilità è la stessa di quattro giardini singoli. Costano 12 denari e hanno un effetto buono sulla desiderabilità.
- Piazze: hanno lo scopo di aumentare la desiderabilità. Le piazze si costruiscono sulle strade e costituiscono un ulteriore elemento a disposizione del giocatore per aumentare la desiderabilità. La grande utilità delle piazze viene dal fatto che vanno disposte sulle strade, costituendo dunque un aumento della desiderabilità che non occupa spazio. Come per i giardini, anche le piazze hanno una grafica diversa per la disposizione a quadrato 2x2: anche in questo caso la desiderabilità è la stessa di quattro sezioni di piazza singole, ma per le piazze rimane attiva la peculare disposizione delle strade disposte 2x2 a formare un anello. Le piazze non modificano la funzionalità delle strade. Costano 15 denari e hanno un effetto buono sulla desiderabilità.
- Ponte: permette di collegare territori separati da un fiume. Esistono due tipi di ponte, il ponte basso ed il ponte navale. Il ponte basso è il meno costoso dei due ma impedisce il passaggio delle navi, mentre il ponte navale è più costoso e deve avere una lunghezza minima di cinque riquadri, ma permette il transito delle imbarcazioni. Un ponte può essere costruito solo fra due tratti di costa rettilinei e paralleli. Il ponte basso costa 40 denari a riquadro, mentre quello navale costa 100 denari a riquadro. Entrambe le tipologie di ponte non hanno effetto sulla desiderabilità.
- Cantiere navale: permette di costruire le navi da pesca per le banchine. Il cantiere navale costruisce continuamente delle navi, per rifornire tutte le banchine presenti; se non sono presenti banchine o esse hanno già una nave funzionante il cantiere finisce la nave in costruzione e la invia immediatamente in caso di necessità. Il cantiere navale deve essere costruito in un tratto rettilineo di riva. Costa 100 denari e necessita di 10 lavoratori per funzionare. Ha un effetto pessimo sulla desiderabilità.
- Banchina: permette la pesca. Ricevuta una nave dal cantiere navale, la banchina la invia verso una zona pescosa (indicata dal volo dei gabbiani), dove la nave sosterà per pochi secondi, per tornare carica di pesce alla banchina. La velocità di produzione è in generale più veloce di quella della fattoria di grano, ma dipende da quanto dista la zona pescosa dalla banchina. Costa 60 denari e necessita di 6 lavoratori per funzionare. Ha un effetto pessimo sulla desiderabilità.
- Scalo: permette il commercio via mare o fiume. La nave attraccata allo scalo viene caricata e scaricata da tre portuali, ovvero tre carrettieri. I portuali possono portare un carico di merce alla volta, cercando di risparmiare tempo portando prima le eventuali merci importate in un magazzino e poi portando le eventuali merci esportate dal magazzino in cui sono stoccate allo scalo. Ogni nave può contenere 12 carichi di merce. Se le operazioni di carico e scarico sono lente, può formarsi una coda di navi negli scali: nonostante le navi in coda possano aspettare indefinitamente di essere accettate da uno scalo, una volta accettate c'è un tempo massimo nel quale devo essere svolte le operazioni, oltre il quale la nave abbandona lo scalo. I portuali possono abbandonare le strade per effettuare le consegne. Costa 100 denari e necessita di 12 lavoratori per funzionare. Ha un effetto molto negativo sulla desiderabilità.

## Cibi
I vari cibi vengono prodotti nelle fattorie o importati. esistono 3 colture (Grano, Frutta e un generico Ortaggi), coltivabili tramite le apposite fattorie e un allevamento di maiali che produce carne. Tuttavia in certe mappe si può pescare attraverso battelli da pesca e banchine apposite, ma la dicitura dell'alimento rimane carne, anche se viene rappresentato un pesce blu. Inoltre si possono coltivare anche olive e vite, che però servono all'industria rispettivamente olearia e vinicola.

## Esercito
Come è naturale in giochi come questo, sarà necessario costruire strutture difensive e reclutare eserciti per respingere i nemici presenti. In questo caso, i nemici affrontabili saranno Etruschi, Greci, Egizi, Numidi, Galli, Daci, Cartaginesi e Celti (della Britannia). Per attaccare eventuali nemici, sono disponibili reggimenti, chiamati nel gioco legioni, che possono essere formati da ausiliari con giavellotti, ausiliari a cavallo e perfino i legionari, i migliori soldati disponibili. Mentre gli ausiliari si riforniscono da soli con le scorte, siano esse prodotte in loco o importate, i legionari necessitano di armi che si ottengono dal ferro. La presenza di un'Accademia, inoltre, migliora la consistenza degli ausiliari, e dona ai legionari anche una formazione extra.
Può anche capitare che il Cesare possa chiedere al giocatore di cedergli temporaneamente il comando di alcune legioni per la difesa di un'altra città; sebbene questo possa potenzialmente indebolire la città, non solo questo potrà soddisfare l'imperatore, ma in caso la città sia difesa con successo, l'Imperatore concederà al giocatore il diritto di costruire un Arco di Trionfo, una struttura bonus gratuita che aumenterà la desiderabilità delle abitazioni nelle vicinanze.

## Divinità e templi
Nel gioco esistono varie divinità che influenzano il gioco, inviando maledizioni o benedizioni.
Costruendo più templi si aumenta il favoritismo verso gli dei, mentre se non ci sono abbastanza templi in proporzione alla città gli dei si arrabbieranno. Anche le festività in onore di uno dei cinque dei farà contento il dio acclamato.
- Marte: Dio della guerra, può inviare uno spirito a vegliare sulla città in caso di invasioni, ma se trattato male maledirà una legione (se presente)
- Nettuno: Dio del mare, può aumentare i traffici marittimi o al contrario bloccare le rotte commerciali.
- Mercurio: Dio dei commerci, può far sparire o comparire delle riserve di cibo nei granai.
- Venere: Dea della bellezza, può far aumentare o calare il morale cittadino.
- Cerere: Dea della coltivazione, può far aumentare o diminuire i raccolti nelle fattorie.

## Accoglienza
| Testata                      | Giudizio |
| ---------------------------- | -------- |
| CGW                          | [ 1 ]    |
| PC Gamer                     | 87%      |
| PC Zone                      | 92/100   |
| Computer Games Strategy Plus | [ 4 ]    |
| Macworld                     | [ 5 ]    |
| IGN                          | 8.7/10   |

Il gioco è stato un successo sia in termini di accoglienza che commerciali, avendo esso venduto 150.000 copie già nel primo mese di uscita, superando Caesar II. Le vendite globali del gioco, nel mese di gennaio 1999, sono ammontate ad almeno 400.000, mentre, secondo PC Data, a febbraio 1999, ha venduto più di 93.000 copie negli Stati Uniti. Verso aprile, Jim Veevaert, della Sierra, ha dichiarato che l'intera serie Caesar, incluso questo terzo capitolo, ha venduto "oltre un milione di copie" in tutto il mondo. Nel mese di novembre, la Verband der Unterhaltungssoftware Deutschland (VUD) ha dato un premio Gold (Oro) al gioco in merito alle sue prestazioni commerciali nel settembre 2009 grazie alle più di 100.000 copie vendute in Germania, Austria e Svizzera. Secondo David Lester, designer del gioco, Caesar III ha infine venduto più di 2,5 milioni di copie in tutto il mondo.
Stando agli editori di Computer Games Strategy Plus, Caesar III "è stato ben accolto dai critici come dai giocatori", IGN lo ha votato 8.7/10. GameSpot ha commentato: "nonostante alcuni problemi, costruire una città prospera in Caesar 3 è divertente".
Nel 1999, Caesar III ha vinto il premio "Best World-Building Simulation" da parte di Macworld, di cui Christopher Breen lo ha chiamato "deliziosamente divertente". Computer Games Strategy Plus e la Academy of Interactive Arts & Sciences lo hanno nominato ai loro premi "Strategy Game of the Year" ("Strategico dell'Anno"), spettati però a Railroad Tycoon II e Sid Meier's Alpha Centauri, rispettivamente. Il gioco è stato anche finalista del premio di "Miglior Strategico in Tempo Reale" 1998 di PC Gamer US, vinto da StarCraft. Stando agli editori della rivista, il gioco "ha compiuto un ottimo lavoro nell'immergere il giocatore in un mondo assai dettagliato di costruzione d'imperi, commercio e micro-gestione."
| Anno | Premio                                 | Categoria                         | Esito           | Nota   |
| ---- | -------------------------------------- | --------------------------------- | --------------- | ------ |
| 1998 | PC Gamer US Awards                     | Miglior strategico in tempo reale | Candidato/a     | [ 17 ] |
| 1999 | Macworld                               | Best World-Building Simulation    | Vincitore/trice | [ 5 ]  |
| 1999 | Computer Games Strategy Plus           | Strategy Game of the Year         | Candidato/a     | [ 16 ] |
| 1999 | Academy of Interactive Arts & Sciences | Strategy Game of the Year         | Candidato/a     | [ 14 ] |